# Dou Wu
Dou Wu (chin.:窦武; † 168), Hofname Youping, war ein Politiker der Han-Dynastie, der als konfuzianistischer Scholar bekannt war und unter dem Kaiser Huan als niederer Beamter diente, bis seine Tochter Dou Miao als kaiserliche Konkubine zur Kaiserin erhoben wurde. Dadurch wurde er befördert, bis er einer der wichtigsten Beamten am Hofe und seine Tochter Kaiserinmutter und Regentin für Kaiser Ling wurde. Zusammen mit Chen Fan versuchte er, die Macht der Eunuchen zu brechen und konfuzianistische Scholare in die Regierung zu bringen, aber nach seiner Verschwörung gegen die Eunuchen wurde er von ihnen in der Schlacht besiegt und beging Suizid.

## Karriere unter Kaiser Huan
Dou Wus Vater Dou Feng war ein Urenkel von Dou Rong, der sich sehr in Kaiser Guangwus Feldzügen zur Wiedererrichtung des Han-Regimes verdient gemacht hatte. Dou Feng war der Gouverneur einer Kommandantur gewesen. Als Dou Wu jung war, wurde er für seine Studien zum Konfuzianismus bekannt und war berühmt im gesamten westlichen Reich, beteiligte sich aber nicht an der Politik.
Dies änderte sich 165, als seine Tochter Dou Miao zu einer kaiserlichen Konkubine erkoren wurde, eine annehmbare Frau aus einer ehrenvollen Sippe. Deshalb machte Kaiser Huan Dou Wu zu einem niederen Beamten. Später in diesem Jahr, nach der Absetzung der Kaiserin Deng Mengnü, zogen die kaiserlichen Beamten Dou Miao wegen Dou Wus gutem Ruf als neue Kaiserin vor. Kaiser Huan gab ihnen nach, obwohl er persönlich Dou Miao nicht bevorzugte. Sie wurde noch in demselben Jahr zur Kaiserin erhoben. Dou Wu wurde zum Kommandanten der Verteidigungstruppen der Hauptstadt (Luoyang) und zum Marquis ernannt.
Im Jahre 167, als sich die Partisanen-Prohibition erstmals zuspitzte (in welchem konfuzianistische Beamte und ihre Schüler als Partisanen gegen den Kaiser beschimpft wurden), setzte sich Dou Wu für die Konfuzianisten ein und empfahl Milde, während er seinen Rücktritt bei Kaiser Huan einreichte (den dieser nicht annahm). Durch sein Einschreiten und das von Huo Xu ließ der Kaiser nicht einen einzigen hinrichten, obwohl er ihnen ihre bürgerlichen Freiheiten entzog. Dou Wu schlug zu dieser Zeit auch viele Scholare, die nicht angeklagt wurden, für hohe Posten vor.

## Karriere unter der Regentschaft seiner Tochter und Tod
Früh im Jahre 168 starb Kaiser Huan ohne Erben. Kaiserin Dou wurde Kaiserinmutter und Regentin. Sie beriet sich mit ihrem Vater und Chen Fan, wer der neue Kaiser werden sollte. Sie entschieden sich schließlich für den zwölfjährigen Liu Hong, den Marquis von Jietuding, der noch im selben Jahr als Kaiser Ling den Thron bestieg. Kaiserinmutter Dou diente weiterhin als Regentin.
Dou Wu und Chen Fan wurden die wichtigsten Beamten in der Regierung. Dou Wu erhielt eine größere Mark, während sein Sohn und seine zwei Neffen zu Marquisen ernannt wurden. Dou und Chen riefen die Partisanen zurück und setzten sie in wichtigen Regierungsstellen ein. Inzwischen machten sie sich jedoch Sorgen um die Kaiserinmutter und den Kaiser, die von Eunuchen umschmeichelt wurden. Auch Zhao Rao, die Amme des Kaisers Ling, gewann immer mehr Einfluss.
Chen und Dou verabredeten deshalb einen Plan, um die Eunuchen auszulöschen. Im Sommer 168 brachten sie diesen Plan vor Kaiserinmutter Dou, die überrascht war und ihn mit der Begründung ablehnte, dass die Eunuchen doch keinen Schaden angerichtet hätten. Mit ihrer Weigerung wurde der Plan fallengelassen.
Im Herbst des Jahres erfuhren die Eunuchen von dem Plan und gerieten in Zorn. Zhu Yu, der zuerst Wind davon bekommen hatte, verschwor sich mit 17 Eunuchen gegen Chen und Dou. Sie nahmen Kaiser Ling rasch in Gewahrsam (angeblich zu seinem eigenen Besten), gaben in seinem Namen Edikte zur Hinrichtung von Chen und Dou heraus und entführten dann Kaiserinmutter Dou. Dann schickten sie Truppen, um Chen und Dou festzunehmen. Chen war rasch gefangen genommen und hingerichtet, während Dou öffentlich einen Aufstand der Eunuchen verkündete und Widerstand leistete. Die Eunuchen beschwatzten den General Zhang Huan, dass Dou Wu ein Verräter sei, und Zhang schlug Dou auf dem Schlachtfeld. Dou beging nach der Niederlage Suizid, und die Dou-Sippe wurde ausgelöscht, mit Ausnahme seiner Gemahlin, die nach Bijing (im heutigen nördlichen Vietnam) verbannt wurde.
| Personendaten    | Personendaten                      |
| ---------------- | ---------------------------------- |
| NAME             | Dou, Wu                            |
| ALTERNATIVNAMEN  | Youping                            |
| KURZBESCHREIBUNG | Politiker der Han-Dynastie         |
| GEBURTSDATUM     | 1. Jahrhundert oder 2. Jahrhundert |
| STERBEDATUM      | 168                                |